# Compression de marges
La compression des marges (en anglais : margin squeezing) est une pratique commerciale par laquelle une entreprise réduit ses marges sur ses ventes afin de nuire à ses concurrents. Le concept est connexe, quoique distinct, de la prédation par les prix.

## Concept
Le droit européen caractérise la compression des marges ainsi : l'entreprise intégrée verticalement, dominante sur le marché en amont, empêche ses concurrents en aval d'obtenir une marge de prix viable. Ainsi, le prix en aval est anormalement faible par rapport au prix en amont, et la combinaison des prix en amont et en aval laissent une marge insuffisante pour les concurrents. La compression des marges est également caractérisée par une intégration verticale.
La compression des marges peut avoir un effet anticompétitif en empêchant la concurrence de concurrencer la firme en question sur les marchés en aval. Elle ne résulte pas nécessairement en une baisse de prix pour le consommateur, même à court terme ; elle ne résulte pas non plus nécessairement en une perte pour l'entreprise.
La compression des marges est généralement punie par le droit dès lors qu'elle est employée comme une stratégie d'exclusion et qu'elle a un effet adverse sur les consommateurs,.

## Différence entre compression de marges et prédation par les prix

### En droit américain
La compression de marges et la prédation par les prix sont deux types différents de stratégies. Quoique les deux puissent se ressembler, « contrairement à la prédation par les prix, la compression de marges ne nécessite pas que l'entreprise dominante vende à perte. En réalité, pour la firme intégrée [verticalement], la compression de marges est généralement compensée par une marge plus élevée sur le marché en amont ».

### En droit européen
La compression de marges et la prédation par les prix sont connexes, quoique différentes en droit européen,. La prédation par les prix vise à réduire la marge à néant. La Commission européenne procède à une distinction de ces deux concepts au titre de l'article 102 du Traité sur le fonctionnement de l'Union européenne. Dans la jurisprudence Industrie des Poudres Sphériques, le Cour de justice de l'Union européenne confirme qu'une compression des marges peut exister indépendamment d'une prédation par les prix (« en l'absence de [...] prédation par les prix pour le produit dérivé »).
Les sanctions légales et les remèdes à ces deux pratiques peuvent être différents. Comme illustré dans la jurisprudence Deutsche Telekom, la Commission dispose de tests de vérification différentes pour la compression des marges et pour la prédation par les prix.

### En droit hong-kongais
Le droit de la concurrence de certains pays, comme celui de Hong Kong, diverge de celui de l'Union européenne. Le droit hong-kongais n'a pas procédé à la distinction réalisée par l'Union européenne et considère la compression des marges comme un cas particulier de prédation par les prix.